# Cocumont
Cocumont is een gemeente in het Franse departement Lot-et-Garonne (regio Nouvelle-Aquitaine) De plaats maakt deel uit van het arrondissement Marmande. Cocumont telde op 1 januari 2022 1.110 inwoners.

## Geografie
De oppervlakte van Cocumont bedroeg op 1 januari 2022 25,44 vierkante kilometer; de bevolkingsdichtheid was toen 43,6 inwoners per km².

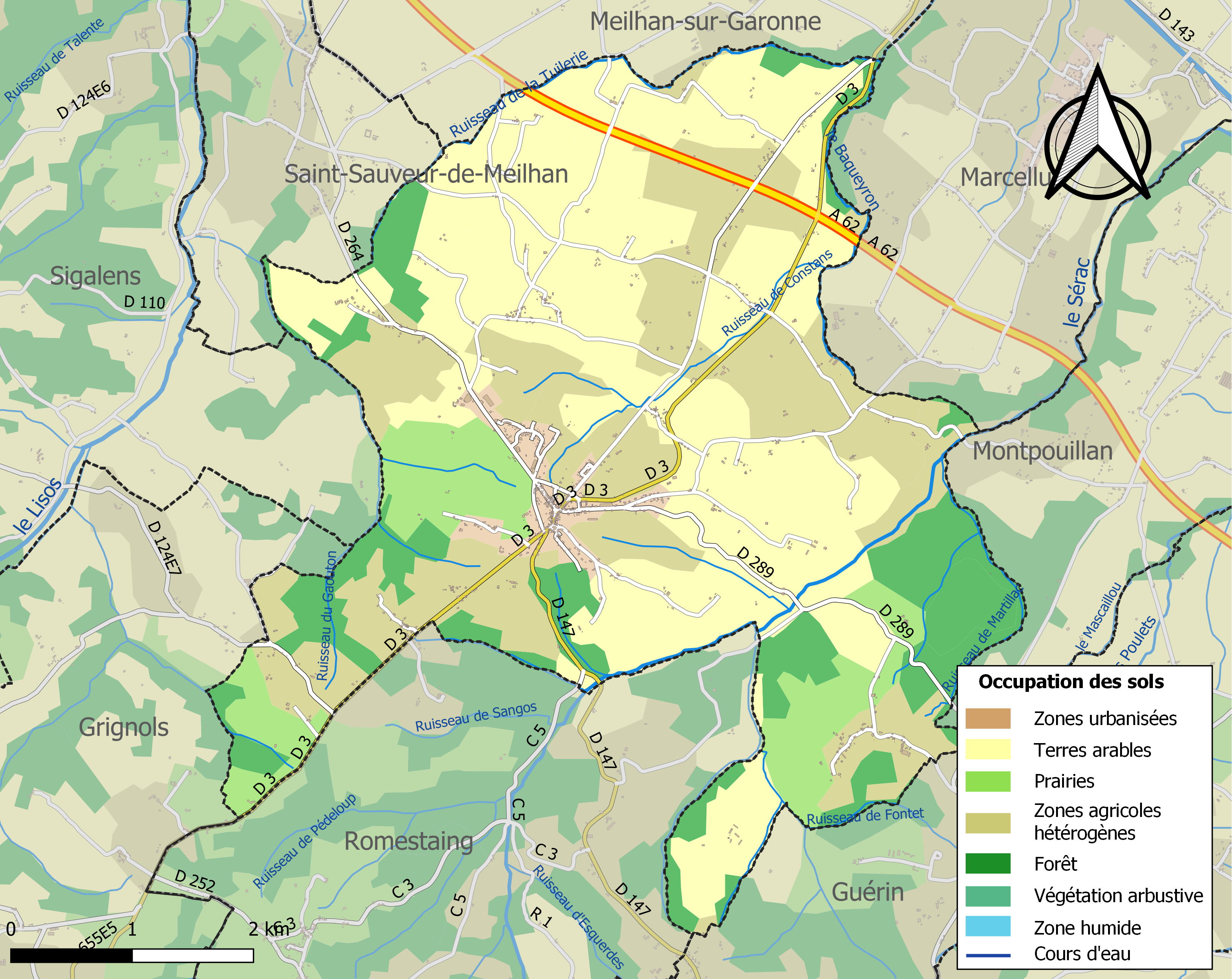
Kaart van de gemeente met de belangrijkste infrastructuur, bodemgebruik en omliggende gemeenten

## Demografie
Onderstaande figuur toont het verloop van het inwonertal (bron: INSEE-tellingen).